# 下鶴間

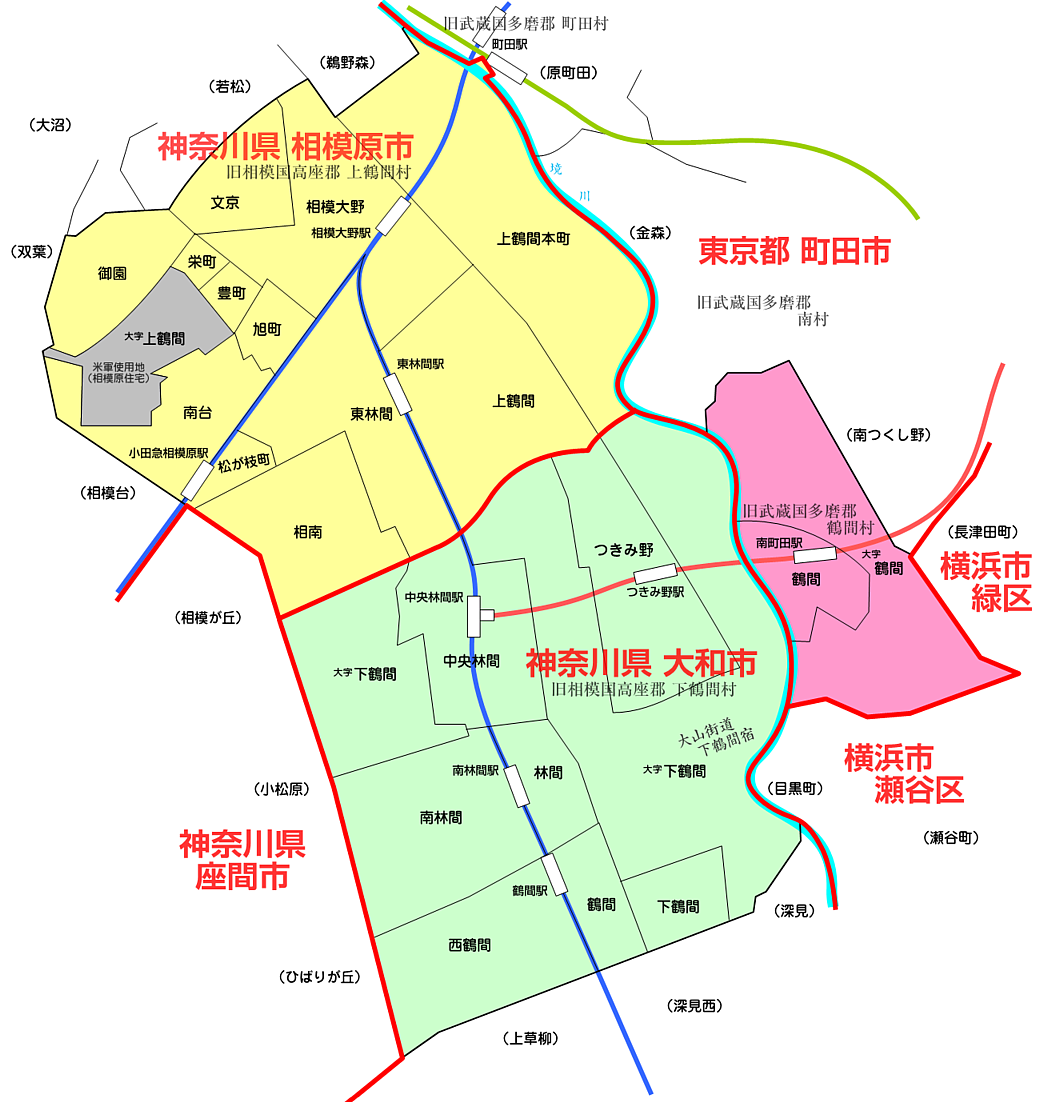
鶴間村・上鶴間村・下鶴間村周辺の現在の区画。地区分割や編入も繰り返されているため、江戸時代の区域とは必ずしも一致しない。

下鶴間（しもつるま）は、神奈川県大和市の地名。現行行政地名は下鶴間一丁目及び下鶴間二丁目と大字下鶴間。住居表示は、一丁目から二丁目のみ実施済。郵便番号は242-0001（集配局 : 大和郵便局）。

## 地理
神奈川県大和市北部に位置する。

### 地価
住宅地の地価は、2023年（令和5年）1月1日の公示地価によれば、下鶴間字乙一号1803番20の地点で16万6000円/m2となっている。

## 歴史
江戸時代には大山街道（矢倉沢往還）が通り、下鶴間宿として栄え、宿場には渡辺崋山や伊能忠敬も泊まった。
明治初期まで相模国高座郡下鶴間村に属していた。
かつて住居表示の実施により新たに新町名が設置された際、中央林間・南林間・林間によって大和市立緑野小学校などがある西側と、大和市役所、旧日本IBM大和事業所などがある東側とは分断されていた。
しかし、2010年（平成22年）10月12日に大和市立緑野小学校を含む下鶴間の西側区域（3000番地台から4000番地台）と南林間三丁目の一部について中央林間西という新町名の住居表示が実施され、これによって下鶴間区域の分断は解消された。

### 由来
鶴間は昔、鶴が飛来したという「鶴舞の里」を根拠とする現在の大和市・相模原市・町田市にまたがる広域地名に由来する。下鶴間村は大山道の宿場町として、鶴間村（現在の町田市鶴間）は鎌倉街道や絹の道の宿場町として賑わったとされる。

### 沿革
- 1889年 - 高座郡鶴見村
- 1891年 - 高座郡大和村
- 1943年 - 高座郡大和町
- 1959年 - 大和市に所属

## 世帯数と人口
2021年（令和3年）10月1日現在（大和市発表）の世帯数と人口は以下の通りである。なお、一丁目は人口が0人のため、省略とする。
| 大字・丁目   | 世帯数    | 人口     |
| ------------ | --------- | -------- |
| 下鶴間       | 6,536世帯 | 15,419人 |
| 下鶴間二丁目 | 1,858世帯 | 4,758人  |
| 計           | 8,394世帯 | 20,177人 |

### 人口の変遷
国勢調査による人口の推移。
| 年                 | 人口   |
| ------------------ | ------ |
| 1995年（平成7年）  | 23,851 |
| 2000年（平成12年） | 28,358 |
| 2005年（平成17年） | 31,492 |
| 2010年（平成22年） | 33,796 |
| 2015年（平成27年） | 30,500 |
| 2020年（令和2年）  | 27,430 |

### 世帯数の変遷
国勢調査による世帯数の推移。
| 年                 | 世帯数 |
| ------------------ | ------ |
| 1995年（平成7年）  | 8,709  |
| 2000年（平成12年） | 10,637 |
| 2005年（平成17年） | 12,149 |
| 2010年（平成22年） | 13,195 |
| 2015年（平成27年） | 11,987 |
| 2020年（令和2年）  | 11,232 |

## 事業所
2021年（令和3年）現在の経済センサス調査による事業所数と従業員数は以下の通りである。
| 大字・丁目   | 事業所数  | 従業員数 |
| ------------ | --------- | -------- |
| 下鶴間       | 452事業所 | 5,211人  |
| 下鶴間一丁目 | 139事業所 | 3,327人  |
| 下鶴間二丁目 | 63事業所  | 1,008人  |
| 計           | 654事業所 | 9,546人  |

### 事業者数の変遷
経済センサスによる事業所数の推移。
| 年                 | 事業者数 |
| ------------------ | -------- |
| 2016年（平成28年） | 788      |
| 2021年（令和3年）  | 654      |

### 従業員数の変遷
経済センサスによる従業員数の推移。
| 年                 | 従業員数 |
| ------------------ | -------- |
| 2016年（平成28年） | 11,075   |
| 2021年（令和3年）  | 9,546    |

## 交通

### 鉄道
域内に鉄道駅は存在しない。小田急江ノ島線、東急田園都市線各駅が最寄り駅。

### バス
- 神奈川中央交通
- 大和市コミュニティバス「のろっと」 北部ルート
  - 概ね全域がルートになっている。

### 道路・橋梁
- 国道16号（東京環状）
  - 大和バイパス
- 国道246号（厚木大山街道）
- 東名高速道路
- 神奈川県道・東京都道56号目黒町町田線（八王子街道・公所バイパス）
- 神奈川県道50号座間大和線（座間街道）

## 河川
- 境川
  - 目黒川

## 施設
下鶴間一丁目・二丁目
- 大和市役所 本庁舎
- 大和オークシティ

下鶴間 県道50号南側
- 神奈川中央交通大和営業所
- 城山史跡公園（深見城）
- 諏訪神社
- 大和市立鶴間中学校

下鶴間 つきみ野側
- 大和市立北大和小学校
- ヤマダデンキ テックランド大和店
- 大和市下鶴間ふるさと館